# SG Nickelhütte Aue
Die Sportgemeinschaft Nickelhütte Aue (SGN) ist ein Sportverein, der unter der Sponsorenschaft des Betriebes Nickelhütte Aue steht. Er wurde im Jahr 1963 gegründet und unterhält im 21. Jahrhundert die Abteilungen Handball, Taekwondo, Kickboxen, Fußball, Kegeln und – als einzige Wintersportart – Skispringen. Sein bekanntester und bisher erfolgreichster Vertreter ist der Olympionike Skispringer Richard Freitag.

## Geschichte
Der Betrieb Nickelhütte Aue, entstanden durch mehrfache Umstrukturierungen und Betriebszusammenlegungen nach dem Zweiten Weltkrieg, wurde 1951 als Volkseigener Betrieb (VEB) neu gebildet.
Neben der intensiven Entwicklung des Betriebes und seiner Produkte engagierte sich die Betriebsleitung frühzeitig im sozialen Bereich (Kinderbetreuungseinrichtungen) und auf sportlichem Gebiet. So entstand im Jahr 1963 die Betriebssportgemeinschaft (BSG) Nickelhütte Aue mit den Sektionen Fußball, Handball, Volleyball, Tischtennis und Kegeln.
Als der VEB Nickelhütte Aue nach der deutschen Wiedervereinigung und den entsprechenden wirtschaftlichen Konsequenzen privatisiert wurde, blieb die Sportgemeinschaft prinzipiell erhalten, gründete sich pro Forma allerdings neu. Sie übernahm die meisten der bisherigen Sportförderungen; Taekwondo, Kickboxen und Skispringen kamen als neue Sportarten hinzu. 
Unabhängig von der Talentförderung von Wintersportlern führt die SG Nickelhütte in Abstimmung mit dem Deutschen Skiverband auch selbst Wettbewerbe durch, beispielsweise den DSV Jugendcup/Deutschlandpokal, Skisprung 2015/16 in Oberwiesenthal.

## Einige Skispringer der SGN
- Richard Freitag (* 1991)
- Martin Hamann (* 1997)
- Selina Freitag (* 2001)
- Adrian Tittel (* 2004)
- Cedrik Weigel (* 15. Dezember 1998)
- Nick Dittrich und Eric Hoyer; AK 16 und AK 17–19[4]
- zehn weitere junge Skispringer des SGN[5][6]

## Sportler des Vereins aus den anderen Sportarten
Der SGN hat die meisten seiner Handballer an den EHV Aue abgegeben, dessen Männermannschaft in der deutschen 2. Handball-Bundesliga spielt. Unter den jungen Talenten ist unter anderem der Torwart Pascal Bochmann zu nennen.
Justin Unger, ein Taekwondo-Kämpfer, hat im Jahr 2018 einen zweiten Platz bei der deutschen Jugendmeisterschaft belegt.